# Margarete Zimmermann

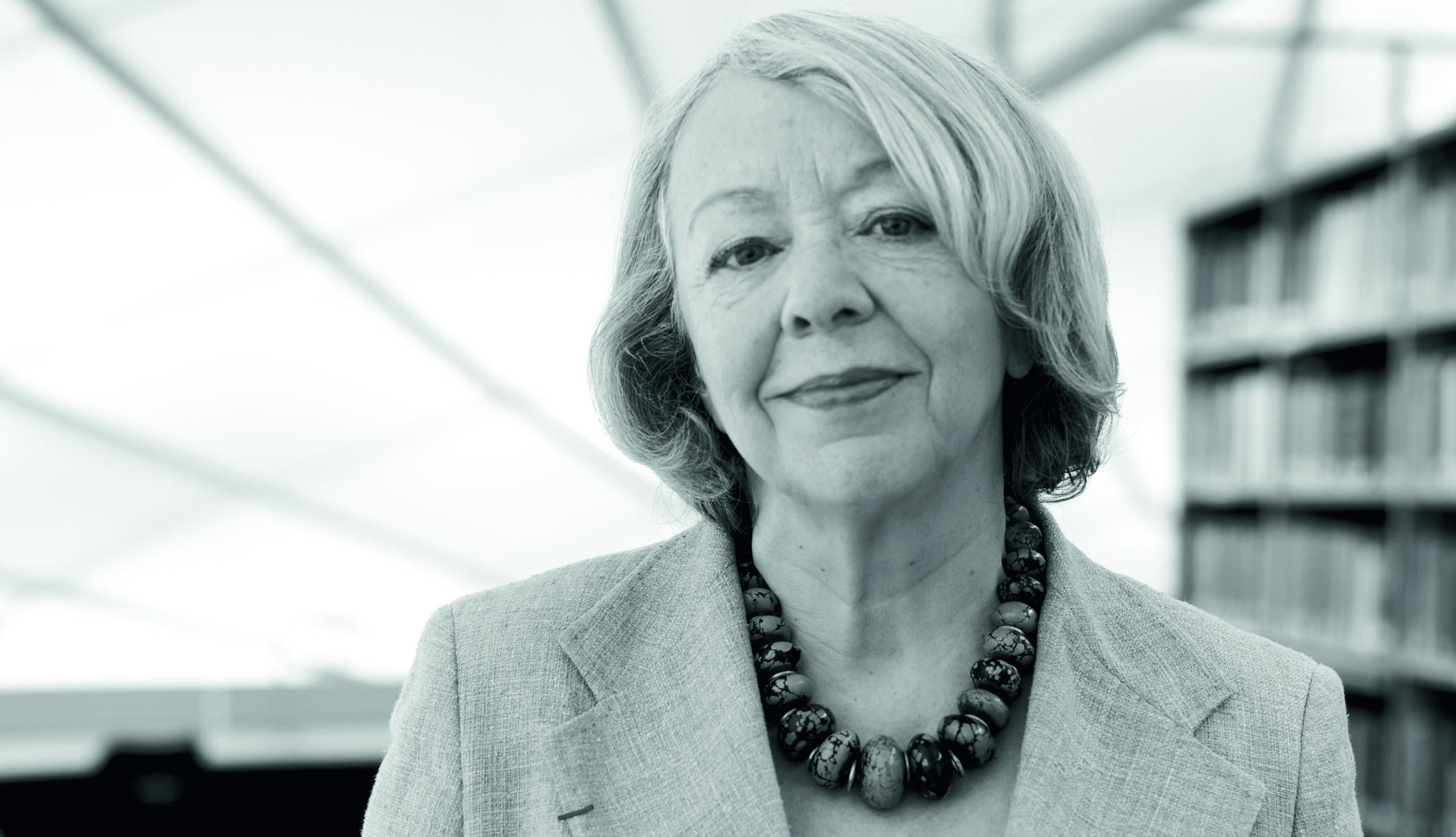
Margarete Zimmermann an der FU Berlin (2011)

Margarete Zimmermann (* 7. Juni 1949 in Rehme, Bad Oeynhausen) ist eine deutsche Romanistin, Übersetzerin und emeritierte Berliner Universitätsprofessorin.

## Leben
Margarete Zimmermann wuchs in Nordrhein-Westfalen auf und studierte ab 1968 Romanistik, Germanistik und Komparatistik in Paris, Freiburg, Hamburg, Bordeaux und Perugia. Nach einer Maîtrise (Magister) in Vergleichender Literaturwissenschaft an der Universität Bordeaux III (1972) legte sie 1975 das Staatsexamen in Germanistik und Romanistik an der Albert-Ludwigs-Universität Freiburg ab.
Von 1975 bis 1988 war Zimmermann an der Westfälischen Wilhelms-Universität in Münster tätig, wo 1978 mit einer Studie zu Pierre Drieu La Rochelle und zur Literatur des französischen Faschismus promoviert wurde und sich 1985 habilitierte mit einer Untersuchung zur didaktischen Literatur für Frauen im spätmittelalterlichen Frankreich. 1986 erschien ihre Übersetzung von Christine de Pizans Le Livre de la Cité des Dames (1404/05), die sie 2023 in einer überarbeiteten Fassung und mit neuem Nachwort im AvivA Verlag Berlin neu herausbrachte. Als Mitbegründerin der internationalen Christine-de-Pizan-Gesellschaft war sie von 1998 bis 2000 deren erste Präsidentin.
Nach Vertretungsprofessuren in Trier und Gießen lehrte sie von 1988 bis 2002 als Professorin für Romanische Philologie (Französische und Italienische Literaturwissenschaft) an der Freien Universität Berlin. Sie war Mitbegründerin und Mitherausgeberin von Querelles. Jahrbuch für Frauenforschung und ist Trägerin des Margherita von Brentano-Preises. Nach Ablehnung eines Rufs an die Universität Hamburg nahm sie 2001 einen Ruf auf einen Lehrstuhl für Vergleichende Literaturwissenschaft an das Frankreich-Zentrum der TU Berlin an.
2004 kehrte sie an die FU Berlin zurück und war dort von 2008 bis 2014 Direktorin des Frankreich-Zentrums. 2009 gründete sie mit dem Observatoire de la littérature de l'extrême contemporain ein Zentrum für die Erforschung frankophoner Gegenwartsliteratur (heute von Roswitha Böhm an der TU Dresden fortgeführt). 2012 forschte sie als Gastprofessorin an der École normale supérieure de Lyon.
2010 wurde Zimmermann zum Chevalier de la Légion d’honneur ernannt.

## Forschung
Zimmermanns Forschungsschwerpunkte sind die Literatur des Spätmittelalters (Christine de Pizan, Boccaccio, Frauendidaxen) und der Frühen Neuzeit (französische Autorinnen bis ca. 1600), der venezianische Geschlechterstreit um 1600, die französische Literatur der Zwischenkriegs- und Okkupationszeit und des 21. Jahrhunderts sowie Probleme der Literaturgeschichtsschreibung, der historischen Gender Studies und des Kulturtransfers, auch im Bereich der Kunst des 20. Jahrhunderts. Neuere Untersuchungen sind den Künstlerinnen Colette Deblé, Jeanne Mammen und Sonia Delaunay gewidmet.

## Publikationen (Auswahl)
- Die Literatur des französischen Faschismus. Untersuchungen zum Werk Pierre Drieu La Rochelles 1917–1942. (= Freiburger Schriften zur Romanischen Philologie. Band 37). München 1979, ISBN 3-7705-1822-5 (Zugleich: Münster, Universität, Dissertation, 1978).
- Christine de Pizan, Das Buch von der Stadt der Frauen. Berlin 1986. (München 1990 u.ö., ISBN 3-7705-1822-5); aktualisierte Neuauflage mit neuem Nachwort Berlin 2023; 3. Auflage 2024, ISBN 978-3-949302-13-8.
- Vom Hausbuch zur Novelle. Didaktische und erzählende Prosa im Frankreich des späten Mittelalters (= Studia humaniora. Düsseldorfer Studien zu Mittelalter und Renaissance. Band 12). Düsseldorf 1989, ISBN 3-7700-0813-8 (Zugleich: Münster, Universität, Habilitations-Schrift, 1985: Studien zur erzählenden Literatur im spätmittelalterlichen Frankreich).
- Kochkunst im spätmittelalterlichen Frankreich: Le Ménagier de Paris. In: Irmgard Bitsch, Trude Ehlert, Xenja von Ertzdorff (Hrsg.): Essen und Trinken in Mittelalter und Neuzeit. Sigmaringen 1987, S. 103–116.
- „Wirres Zeug und übles Geschwätz“. Christine de Pizan über den Rosenroman. Bad Nauheim-Steinfurth 1993, ISBN 3-929319-03-9.
- Hrsg. (mit Dina De Rentiis): The City of Scholars. New Approaches to Christine de Pizan. (= European Cultures. Band 2).  Berlin / New York 1994, ISBN 3-11-013879-4. (2. Auflage. 2010)
- Hrsg. (mit Renate Kroll): Feministische Literaturwissenschaft in der Romanistik. Theoretische Grundlagen – Forschungsstand – Neuinterpretationen. (= Ergebnisse der Frauenforschung. Band 38). Stuttgart/Weimar 1995, ISBN 3-476-01313-8. doi:10.1007/978-3-476-03603-2
- Hrsg. und Übers.: Wege in die „Stadt der Frauen“. Texte und Bilder der Christine de Pizan. Zürich 1996, ISBN 3-906715-16-7.
- Hrsg. (mit Gisela Bock): Die europäische 'Querelle de Femmes'. Geschlechterdebatten seit dem 15. Jahrhundert, Weimar 1997, ISBN 3-476-01526-2. https://www.mvbz.fu-berlin.de/wissenschaftskommunikation/publikationsfoerderung/querelles_jahrbuch/qjb_bd02/qjb_bd02_001-038.pdf
- Hrsg. (mit Roswitha Böhm): Französische Frauen der Frühen Neuzeit. Dichterinnen – Malerinnen – Mäzeninnen. Darmstadt 1999, ISBN 3-89678-139-1. (Taschenbuch-Reprint: Bedeutende Frauen. Französische Dichterinnen, Malerinnen, Mäzeninnen des 16. und 17. Jahrhunderts. München 2008, ISBN 978-3-89678-139-0.)
- Christine de Pizan. (= Rowohlts Monographien. Band 50437). Reinbek 2002, ISBN 3-499-50437-5.
- Salon der Autorinnen. Französische „dames de lettres“ vom Mittelalter bis zum 17. Jahrhundert. Berlin 2005, ISBN 3-503-07957-2.
- Hrsg. (mit Stephanie Bung): Garçonnes à la mode im Berlin und Paris der Zwanziger Jahre. Göttingen 2006, ISBN 3-8353-0020-2.
- Hrsg. (mit Gesa Stedman): Höfe – Salons – Akademien. Kulturtransfer und Gender im Europa der Frühen Neuzeit. Hildesheim 2007, ISBN 978-3-487-13268-6.
- Hrsg. und Übers.: „Ach, wie gût schmeckt mir Berlin“: Französische Passanten im Berlin der zwanziger und frühen dreißiger Jahre. Anthologie. Berlin 2010, ISBN 978-3-931109-58-5.
- Hrsg. (mit Roswitha Böhm): Du Silence à la Voix – Studien zum Werk von Cécile Wajsbrot. Göttingen 2010, ISBN 978-3-89971-497-5.
- Hrsg.: Après le Mur. Berlin dans la littérature contemporaine. Tübingen 2014, ISBN 978-3-8233-7879-2.
- Co-Autorin: Französische Literaturgeschichte. hrsg. von Jürgen Grimm, fortgeführt von Susanne Hartwig, 6. Auflage 2014, Stuttgart/Weimar, ISBN 978-3-476-02420-6.
- Hrsg. und Übers. (mit Dorothee Risse): „Berlin bewegt sich schneller, als ich schreibe“. Das Neue Berlin aus französischer Sicht. Eine Anthologie. Berlin 2020, ISBN 978-3-86599-452-3.
- Hrsg. und übersetzt: Christine de Pizan: "Ich, Christine". Autobiografische Texte. Berlin 2024, ISBN 978-3-949302-27-5.

## Zu Sonia Delaunay
- „Bâtisseuse de ponts: Sonia Delaunay et l’Allemagne“, in: Julia Lichtenthal, Sabine Narr-Leute und Hannah Steurer (Hrsg.): Le Pont des Arts. Festschrift für Patricia Oster zum 60. Geburtstag. Narr, Paderborn 2016, S. 179–204, 471–473. doi:10.30965/9783846760741_019

- Besucher aus Deutschland. Emigranten im 'Journal' der Sonia Delaunay. In: Wolfgang Asholt, Ursula Bähler u. a. (Hrsg.): Engagement und Diversität: Frank-Rutger Hausmann zum 75. Geburtstag. (= Romanische Studien. Beihefte Bd. 4). Akademische Verlagsgemeinschaft, München 2018, S. 457–473 doaj.org

- Texte und Textilien. Sonia Delaunay und die Avantgarden. In: Stephanie Bung, Susanne Zepp (Hrsg.): Migration und Avantgarde. Paris 1917–1962. De Gruyter, Berlin 2020, S. 135–164, doi:10.1515/9783110679366-007.

- ‘Tu es mon animatrice’: une relecture du couple Robert et Sonia Delaunay. In: Barbara Meazzi, Serge Milan (Hrsg.): Relire les avant-gardes aujourd’hui: deux, two, dos, due. Presses universitaires Savoie, Nizza 2022, 7s. 1-101, 263-264.

- Auf der Suche nach den verlorenen Kleidern und Mänteln. ‚Simultanistische‘ Mode in Deutschland. In: Katia Baudin, Walerie Dorogova (Hrsg.): Maison Sonia Delaunay. Ausst.-Kat. Krefeld 2022. Hatje Cantz, Berlin 2022, S. 50–80; engl.: In Pursuit of the Lost Dresses and Coats. ‘Simultanist’ Fashion in Germany. Hatje Cantz, Berlin 2022, S. 50–82.

- Another Exile: The Art of Survival and the Survival of Art in Occupied France. In: Waleria Dorogova, Laura Microulis (Hrsg.): Sonia Delaunay: Living Art. New York/New Haven, S. 91–113, yalebooks.yale.edu

## Radiosendungen
- 1981: „Die Schlacht des Schweigens“. Literatur im politischen Untergrund – am Beispiel der französischen Résistance-Lyrik, WDR III, 6. Juni 1981, 20.15–22 Uhr.
- 1989: „Die Frauen im 14. Jahrhundert“, RIAS I, 22. Mai 1989, 23-23:30 Uhr Reihe RIAS-Funkuniversität: „Das 14. Jahrhundert“; erneut gesendet auf SWF III, Juli 1989.
- 1994: „Céline“. Rundfunkgespräch mit Hanns Grössel, Walter van Rossum, Vincent von Wroblewski zum 100. Geburtstag des Autors, Deutschlandradio, 27. Mai 1994, 19.15–20 Uhr.
- 1996: „Leben Sie wohl, meine Tochter …“. Zum 300. Todestag der Madame de Sévigné", WDR III, „Am Abend vorgestellt“, 17. April 1996, 22.30–23 Uhr.